# Greco (mitologia)
Nella mitologia greca, Greco era uno dei figli del dio Zeus e della mortale Pandora, ed eponimo dei Greci. Era il fratello di Latino, eponimo dei Latini.
Discendente di Deucalione, fu, secondo la mitologia, uno degli antenati delle varie stirpi degli Elleni, assieme ai cugini Eolo, Doro, Ione, Acheo, Magnete e Macedone (ciascuno rispettivamente progenitore di Eoli, Dori, Ioni, Achei, Magneti e Macedoni).

## Approfondimenti
Nell'antica Grecia, il termine "greco" si riferiva in realtà soltanto a una delle tribù dei più ampio popolo degli Elleni, e il personaggio va quindi visto come antenato ed eponimo di questa specifica tribù.
I Greci, probabilmente originari della Beozia, furono tra i principali colonizzatori della Magna Grecia, che da loro prese il nome, e furono perciò, tra le tribù elleniche, quella che ebbe maggiori contatti con i Latini. Da questa vicinanza sarebbe originato il termine "greci" con cui in seguito furono conosciuti tutti i popoli ellenici nella lingua latina e di conseguenza nella maggior parte delle lingue europee moderne.